# Musha Cay
Musha Cay – łańcuch czterech wysp na archipelagu Exuma, w południowej części Bahamów, około 85 mil na południowy wschód od Nassau. W skład kompleksu wchodzą trzy mniejsze wyspy rozlokowane wokół większej – Musha Cay.

## Kurort
Pierwszym właścicielem Musha Cay był amerykański biznesmen John Melk, który w 1995 roku kupił wyspę na potrzeby prywatnego wypoczynku. W ciągu kilku następnych lat przy pomocy architekta Howarda Holtzmana, 175 robotników i ogromnych nakładów finansowych przekształcił główną wyspę oraz sąsiednie wysepki z tropikalnych, dzikich wysp wulkanicznych w jeden z najbardziej luksusowych kurortów na świecie. Prace objęły całą powierzchnię, zasadzono tysiące roślin tropikalnych, palm i kwiatów. Kompleks dysponuje własną elektrownią oraz oczyszczalnią ścieków o wydolności 120 tys. litrów na dobę. Niemal każdy element wystroju i wyposażenia został starannie zaprojektowany i dobrany do karaibskiego stylu kolonialnego. Do dyspozycji gości pozostają m.in. kryte i odkryte plaże, bary, gabinety masażu, korty tenisowe, kilka basenów. Goście mogą zamieszkać w olbrzymiej willi, albo w mniejszych domach i apartamentach ulokowanych na całym terenie, każdy dom ma swoją prywatną plażę. W kompleksie jednocześnie może przebywać 24 gości, dla których w gotowości pozostaje 30 pracowników.
W 2006 roku właścicielem Musha Cay został iluzjonista David Copperfield, który za kwotę 50 milionów dolarów odkupił posiadłość od Melka, przemianowując ją na „The Islands of Copperfield Bay”.